# فریگیت کلاس تریبال
فریگیت کلاس تریبال (به انگلیسی: Tribal-class frigate) یک کلاس از کشتی است که طول آن ۳۶۰ فوت ۰ اینچ (۱۰۹٫۷۳ متر) می‌باشد.